# 阿尔贝托·佩莱格里尼
阿尔贝托·佩莱格里尼（義大利語：Alberto Pellegrini，1970年12月22日—），意大利男子击剑运动员。他曾代表意大利参加1996年、2000年、2004年、2008年、2012年和2016年夏季残疾人奥林匹克运动会击剑比赛，获得一枚金牌、四枚银牌和四枚铜牌。